# Adrarplatån

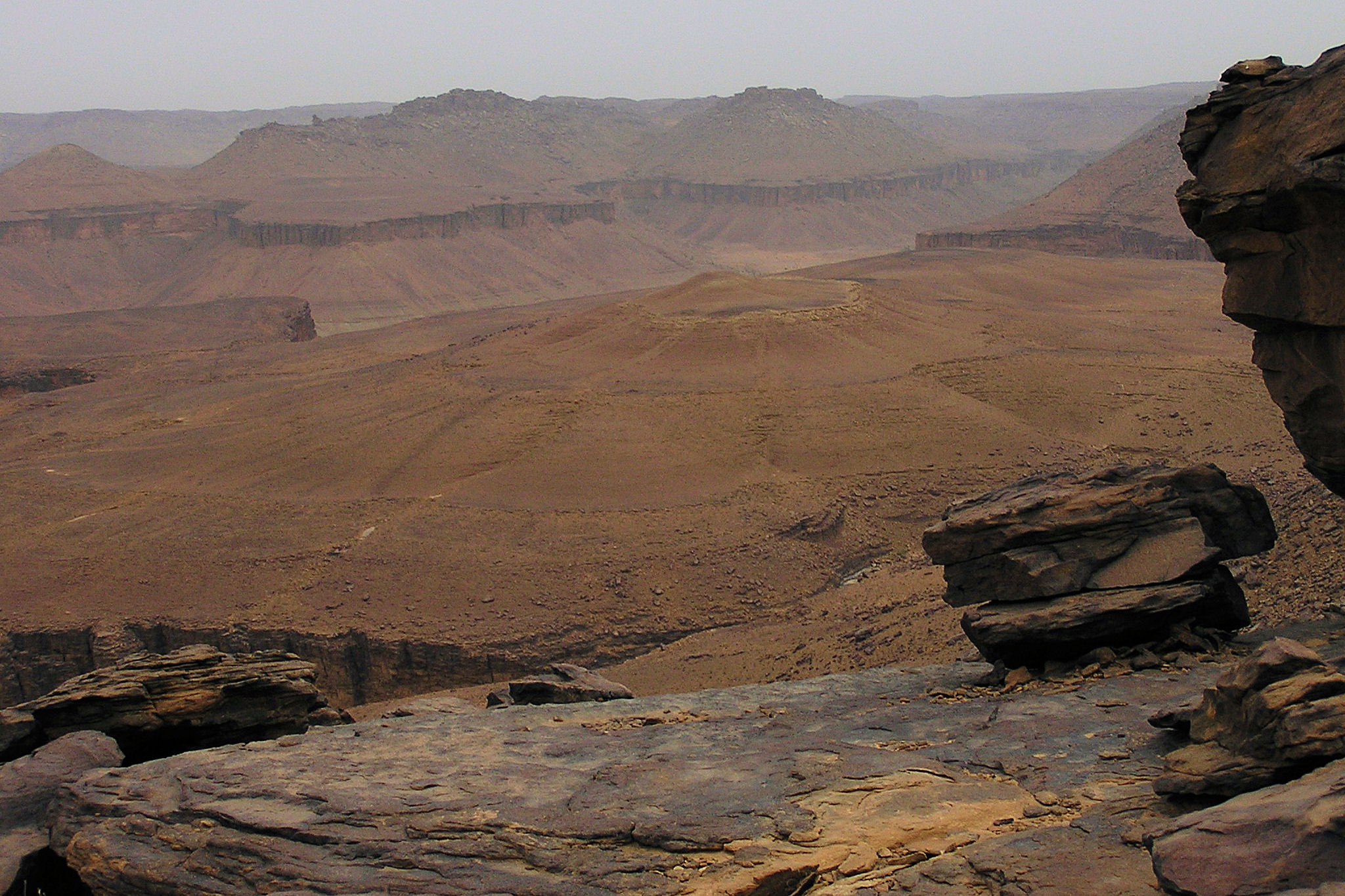
Landskap på Adrarplatån.

Adrarplatån är en bergsplatå i Sahara i centrala Mauretanien. Under neolitisk tid bodde många människor i området och eftersom det senare torkat och blivit öken finns många välbevarade arkeologiska lämningar, bland annat staden Azougui.
Platån är känd för sina raviner och sanddyner och här finns en liten befolkning i och omkring staden Atar.